# HD 185955
HD 185955，又名BD+45 2940，SAO 48697、HR 7487，是一颗恒星，视星等为6.2，位于銀經79，銀緯11.47，其B1900.0坐标为赤經19h 36m 32.2s，赤緯+45° 11.47′ 32″。